# 拉撒路效应
拉撒路效应（英語：Lazarus effect）：半导体探测器在高能粒子等辐射环境下应用时，体内产生许多间隙原子和空位；由于它们捕获信号中的电子和空穴过多而不能使用。但约在-143摄氏度下，又能重新恢复性能和应用。这种现象，称为拉撒路效应。这种效应是1997年瑞士伯尔尼大学的维托里奥·帕尔迈和库尔特·波莱等人发现的。他们对这效应还做了如下的解析：
半导体探测器室温下在高能粒子等辐射作用下，体内出现许多缺陷，捕获信号的电子和空穴；后把它们发射回导带或价带；但所需时间要比探测器的读出时间长。结果，使读出信号比应有信号小许多，使信/噪比过小而不能使用。
但在低温下，探测器由于点阵的低热能，电子或空穴被局域缺陷捕获很长时间，这样，使大部“陷阱”都被占满而不起作用。这样使探测器的信号丢失很少或不丢失。探测器的性能得到恢复而能重新使用。